# Richard Schodde
Richard Schodde (23 de setembro de 1936) é um ornitólogo e botânico australiano.
Recebeu o seu doutoramento pela Universidade de Adelaide, em 1970. Entre 1970-1998, trabalhou no Australian National Wildlife Collection.
Schodde publicou mais de 150 artigos.
Recebeu por 2 vezes a Whitley Medal: pelas obras Nocturnal Birds of Australia (1981, com I. Mason) e The Fairy Wrens (1982).